# ETS2
La proteína C-ets-2 (V-ets erythroblastosis virus E26 oncogene homolog 2 (avian) o ETS2) es una proteína codificada en humanos por el gen ets2. La proteína codificada por este gen pertenece a la familia de los factores de transcripción ETS.

## Interacciones
La proteína ETS2 ha demostrado ser capaz de interaccionar con:
- ZMYND11[3]
- ERG[4]
- Cdk10[5]
- c-Jun[4]